# Astroblepus ubidiai
Astroblepus ubidiai är en fiskart som först beskrevs av Pellegrin, 1931.  Astroblepus ubidiai ingår i släktet Astroblepus och familjen Astroblepidae. IUCN kategoriserar arten globalt som akut hotad. Inga underarter finns listade.